# Inspecteur Willoughby
Inspecteur Willoughby (Inspector Willoughby) est une série télévisée d'animation américaine en douze épisodes de 7 minutes créée par Walter Lantz, et diffusée entre le 5 octobre 1960 et le 1er janvier 1965 sur le réseau ABC dans Le Woody Woodpecker Show.
En France, la série a été diffusée à partir du 25 juin 1975 sur TF1 dans l'émission Les Visiteurs du mercredi.

## Synopsis
L'inspecteur Willoughby, alias l'agent secret 6 7/8, est un agent secret portant une moustache touffue, ayant les yeux tombants et la voix laconique. Il résout des mystères et combat le crime. Il parvient toujours à envoyer les méchants derrière les barreaux. Malgré sa petite taille, il est capable de réaliser des prises impressionnantes de judo sur des hommes deux fois plus grands que lui. En dehors de son travail d'agent secret, l'inspecteur Willoughby occupe également l'emploi d'infirmier et de garde forestier ; il fait également la chasse aux adeptes de l'école buissonnière.
Le personnage de Willoughby a fait sa première apparition en 1958 dans un rôle d'agent de sécurité dans une conserverie dans le court-métrage Salmon Yeggs. Par la voix et la stature, il est très similaire au personnage de Droopy de Tex Avery.

## Épisodes
1. Titre français inconnu (Hunger Strife)
2. Un dur de dur (Rough and Tumbleweed)
3. Voleur d'œufs (Eggnapper)
4. Titre français inconnu (Mississippi Slow Boat)
5. Titre français inconnu (The Case of the Red-Eyed Ruby)
6. Titre français inconnu (Phoney Express)
7. Titre français inconnu (Hyde and Sneak)
8. Titre français inconnu (Coming Out Party)
9. Titre français inconnu (The Case of the Cold Storage Yegg)
10. Titre français inconnu (Hi-Seas Hi-Jacker)
11. L’affaire du poulet maltais (The Case of the Maltese Chicken)
12. Titre français inconnu (The Case of the Elephant's Trunk)